# Rhynchospora eburnea
Rhynchospora eburnea är en halvgräsart som beskrevs av Robert Kral och William Wayt Thomas. Rhynchospora eburnea ingår i släktet småag, och familjen halvgräs. Inga underarter finns listade i Catalogue of Life.